# Цабодеј (Долина Аосте)
Цабодеј је насеље у Италији у округу Долина Аосте, региону Долина Аосте.
Према процени из 2011. у насељу је живело 102 становника. Насеље се налази на надморској висини од 960 м.